# Ulmerodes tibama
Ulmerodes tibama är en nattsländeart som beskrevs av Martin E. Mosely 1949. Ulmerodes tibama ingår i släktet Ulmerodes och familjen kantrörsnattsländor. Inga underarter finns listade i Catalogue of Life.